# Gaetano Gaspari

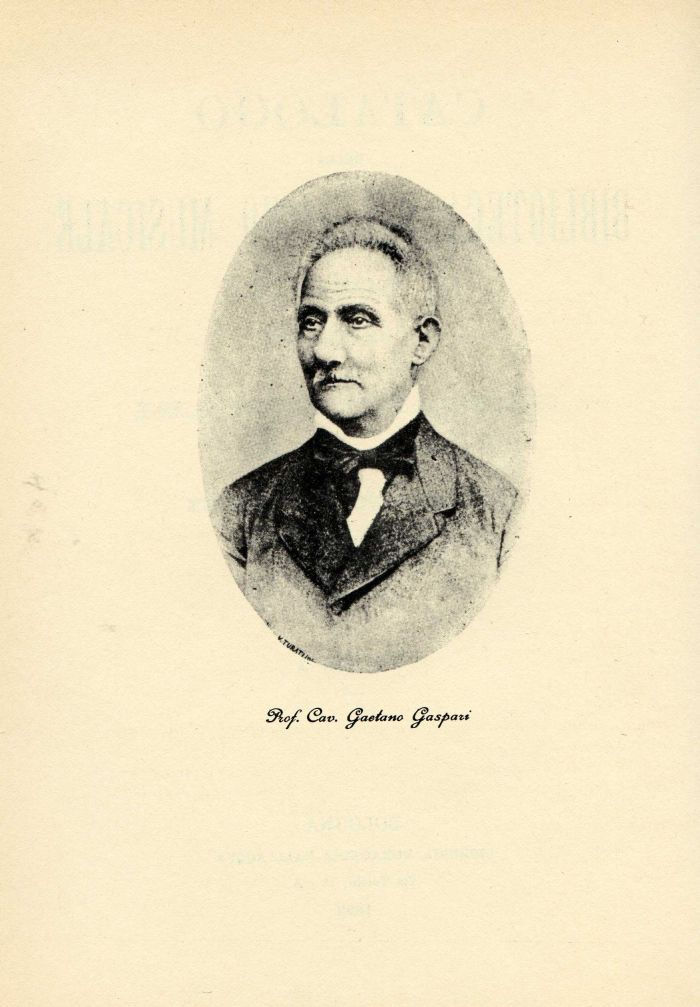

Gaetano Gaspari (Bolonya, 1807 - 1881) fou un musicògraf i compositor italià.
Fou deixeble de Benedetto Donelli i que va adquirir molta reputació, principalment per la seva erudició en afers musicals. Col·laborà amb la Gazzetta Musicale di Milano i en altres publicacions, havent sorgit de la seva ploma treballs tan interessants com els titulats Ricerche, documenti e memoria riguardanti la storia dell'arte musicale in Bologna; Memorie riguardanti la storia dell'arte musicale in Bologna (1867); Ragguagli sulla capella musicale della basilica di San Petronio in Bologna (1869); La musica in Bologna; Memoria riguardante la storia dell'arte musicale in Bologna al XVI secolo (1875), i nombrosos articles sobre bibliografia i història de la música antiga italiana.
Entre les seves composicions figuren obres de caràcter religiós, tals com un Miserere a 5 veus, que gaudí de molt d'èxit; un altre a 2 veus; un Ave maria per a veus blanques, i una Missa en si bemoll.
Posseïa una rica biblioteca musical que va vendre a París el 1862.